# Jacques Ellul
Jacques Ellul (Bordeus, 6 de gener de 1912– Peçac, 19 de maig de 1994) va ser un filòsof, sociòleg, teòleg, i anarquista cristià francès.
Durant la Segona Guerra Mundial, fou un líder en la resistència francesa.
Es va educar en les universitats de Bordeus i París.
Professor de la història del dret, més conegut com a pensador de la tecnologia i l'alienació al segle xx, és autor de seixanta llibres (la majoria dels quals han estat traduïts, particularment als Estats Units i Corea del Sud) i diversos centenars d'articles.
Autor profundament original, atípic i inclassificable, va ser qualificat de "anarquista cristià" i com va dir d'ell mateix "molt a prop d'una de les formes d'anarquisme", però va rebutjar qualsevol ús de la violència.
Fervent lector de Karl Marx a qui va dedicar una docència a l'IEP de Bordeus durant més de tres dècades, i tot i ser ell mateix un teòric de la revolució política i social, va mantenir-se, però, sempre allunyat del marxisme, ja que veia només una ideologia com qualsevol altra, un "pensament fossilitzat".
Convertit al protestantisme als 18 anys, la seva postura també és sorprenent per a alguns perquè es va lliurar a una crítica del cristianisme, que va considerar que a partir del segle iv, sota Constantí, s'havia "subvertit" per la seva connivència amb l'Estat, fins i tot fins a afirmar, dos anys abans de la seva mort, que "el cristianisme és la pitjor traïció a Crist".
El seu pensament està molt arrelat al cristianisme i va testificar constantment la seva fe en els evangelis. Fa un paral·lelisme entre els textos bíblics i el rebuig de les institucions, rebutjant qualsevol amalgama entre fe i anàlisi política però establint la seva connexió dialèctica, en particular en la seva obra "Anarquia i cristianisme" (1991), en què considera la Bíblia com un llibre llibertari.
Després d'haver adoptat el lema "existir és resistir" -resistir "a la sol·licitud de l'entorn social", al conformisme i el sentit comú-, va dir de la seva obra que se centra completament en la noció de llibertat: "Res del que he fet, viscut, pensat no es pot entendre si no ens hi referim com a llibertat.”

## Obres
- Étude sur l'évolution et la nature juridique du Mancipium. Bordeaux, Delmas, 1936.
- Le fondement théologique du droit. Neuchâtel, Delachaux & Niestlé, 1946.
- Présence au monde moderne, Problèmes de la civilisation post-chrétienne. Geneva, Roulet, 1948. Lausanne, Presses Bibliques Universitaires, 1988.
- Le livre de Jonas. Paris, Cahiers Bibliques de Foi et Vie, 1952.
- L'homme et l'argent (Nova et vetera). Neuchâtel, Delachaux & Niestlé, 1954. Lausanne, Presses Bibliques Universitaires, 1979.
- La technique ou l'enjeu du siècle. Paris, Armand Colin, 1954. Paris, Économica, 1990.
- Histoire des institutions Paris, Presses Universitaires de France; vol. 1 & 2,
- L'Antiquité Paris, Presses Universitaires de France, 1955, vol. 3,
- Le Moyen Age Paris, Presses Universitaires de France, 1956, vol. 4.
- Les XVIe-XVIIIe siècle Paris, Presses Universitaires de France, 1956, vol. 5
- Le XIXe siècle (1789–1914) Paris, Presses Universitaires de France; 1956.
- Propagandes. Paris, A. Colin, 1962. Paris, Économica, 1990
- Fausse présence au monde moderne. Paris, Les Bergers et Les Mages, 1963.
- Le vouloir et le faire, Recherches éthiques pour les chrétiens, Introduction (première partie). Geneva, Labor et Fides, 1964.
- L'illusion politique. Paris, Robert Laffont, 1965. Rev. ed., Paris, Librairie Générale Française, 1977.
- Exégèse des nouveaux lieux communs. Paris, Calmann-Lévy, 1966. Paris, La Table Ronde, 1994.
- Politique de Dieu, politiques de l'homme. Paris, Éditions Universitaires, 1966.
- Histoire de la propagande. Paris, Presses Universitaires de France, 1967, 1976.
- Métamorphose du bourgeois. Paris, Calmann-Lévy, 1967. Paris, La Table Ronde, 1998.
- Autopsie de la révolution. Paris, Calmann-Lévy, 1969.
  - Autopsia de la revolución Unión Editorial, S.A., 1973
- Contre les violents. Paris, Centurion, 1972.
  - Contra los violentos Ediciones SM 1973.
- Sans feu ni lieu, Signification biblique de la Grande Ville. Paris, Gallimard, 1975.
- L'impossible prière. Paris, Centurion, 1971, 1977.
- Jeunesse délinquante, Une expérience en province. Avec Yves Charrier. Paris, Mercure de France, 1971. 2a ed., Jeunesse délinquante, Des blousons noirs aux hippies. Nantes, Éditions de l'AREFPPI, 1985.
- De la révolution aux révoltes. Paris, Calmann-Lévy, 1972.
- L'espérance oubliée. Paris, Gallimard, 1972.
- Éthique de la liberté, 2 vols. Geneva, Labor et Fides, I,1973, II,1974.
- Les nouveaux possédés. Paris, Arthème Fayard, 1973.
- L'Apocalypse, Architecture en mouvement. Paris, Desclée, 1975.
- Trahison de l'Occident. Paris, Calmann-Lévy, 1975.
- Le système technicien. Paris, Calmann-Lévy, 1977.
- L'idéologie marxiste chrétienne. Paris, Centurion, 1979.
- L'empire du non-sens, L'art et la société technicienne. Paris, Press Universitaires de France, 1980.
- La foi au prix du doute, "Encore quarante jours. . ." Paris, Hachette, 1980.
- La Parole humiliée. Paris, Seuil, 1981.
  - La palabra humillada Ediciones SM, 1983.
- Changer de révolution, L'inéluctable prolétariat. Paris, Seuil, 1982.
- Les combats de la liberté. (Tome 3, L'Ethique de la Liberté) Geneva, Labor et Fides, 1984. Paris, Centurion, 1984.
- La subversion du christianisme. Paris, Seuil, 1984, 1994. réédition en 2001, La Table Ronde;
- Conférence sur l'Apocalypse de Jean. Nantes, AREFPPI, 1985.
- Un chrétien pour Israël. Monaco, Éditions du Rocher, 1986.
- Ce que je crois. Paris, Grasset and Fasquelle, 1987.
- La Genèse aujourd'hui. Avec François Tosquelles. Ligné, AREFPPI, 1987.
- La raison d'être, Méditation sur l'Ecclésiaste. Paris, Seuil, 1987
- Anarchie et christianisme. Lyon, Atelier de Création Libertaire, 1988. Paris, La Table Ronde, 1998
- Le bluff technologique. Paris, Hachette, 1988.
- Ce Dieu injuste. . .?, Théologie chrétienne pour le peuple d'Israël. Paris, Arléa, 1991, 1999.
- Si tu es le Fils de Dieu, Souffrances et tentations de Jésus. Paris, Centurion, 1991.
- Déviances et déviants dans notre société intolérante. Toulouse, Érés, 1992.
- Silences, Poèmes. Bordeaux, Opales, 1995.
- Oratorio, Les quatre cavaliers de l'Apocalypse. Bordeaux, Opales, 1997.
- Sources and Trajectories, Eight Early Articles by Jacques Ellul that Set the Stage. Trans./ed. Marva J. Dawn. Grand Rapids, Eerdmans, 1997.